# Военен бунт в Севиля (1936)
Военният бунт в Севиля през юли 1936 г. избухва в началото на Гражданската война в Испания. Превратът от 17 – 18 юли се проваля в андалуските градове Малага, Хаен и Уелва, но успява в Кордоба, Гранада, Кадис и в столицата Севиля. Градският гарнизон, воден от Гонсало Кейпо де Ляно, окупира града и извършва кървави репресии. През август 1936 г. националистите започват настъплението си към Мадрид от Севиля.

## План
Кейпо де Ляно, водачът на преврата в Севиля, твърди, че е превзел града с малки сили от 130 войници и 15 цивилни. Освен това той твърди, че сам и с оръжие в ръка е арестувал републиканския генерал Вия-Абриле и е убедил целия гарнизон да се присъедини към бунта. Превратът в Севиля е планиран от началника на щаба на Севиля Хосе Куеста Моренео, който едва успява да събере 150 души. Голяма част от взводовете са в летен отпуск. Командирът на Втора военна дивизия, генерал Хосе Вия-Абриле е наясно с приготовленията на заговорниците, но не прави нищо за да ги спре.

## Бунт
На 17 юли Кейпо де Ляно, който е началник на карабинерите (граничната полиция), идва в Севиля за инспекция. Сутринта на 18 юли придружен от своя адютант и трима офицери, влиза в кабинета на генерал Вия-Абриле и го арестува. След това отива в казармата Сан Херменигилдо и задържа полковника от 6-ти полк Мануел Аланеги, който отказва да се присъедини към въстанието. Тогава артилерийският полк също става част от бунта и бунтовническите войски обкръжават и нападат гражданското правителство, държано от лоялни щурмови гвардейци. Гражданският губернатор (делегат на испанското правителство) се предава, след като Кейпо обещава да пощади живота им, но началникът на полицията и щурмоваците са екзекутирани. Тогава гражданската гвардия в Севиля се присъединява към бунта. Гражданският губернатор Хосе Мария Варела Рендуелес е осъден на смърт от бунтовниците, но присъдата е намалена на 30 години затвор.
Профсъюзите нареждат обща стачка, работниците се оттеглят в собствените си квартали Триана и Ла Макарена и изграждат барикади, но имат само няколко оръжия. Бунтовническите войски (4 000 души) превземат центровете на града, окупират телефонната централа, кметството и радиостанцията и установяват контролни пътища към центъра на града. На 20 юли бунтовниците бомбардираха работническите квартали на Севиля и след като бунтовническите войски, подкрепени от войските на Испанския легион, пристигат от Африка, 50 гвардейци, 50 рекети (членове на карлистите) и 50 фалангисти навлизат в кварталите Триана и Макарена, използвайки жени и деца като живи щитове и започват кървава репресия. Легионерите убиват с ножове всички мъже, които открият. На 21 юли V батальон на Кастехон от Испанския легион атакува кварталите Ла Макарена, Сан Хулиан, Сан Бернардо и Ел Пумарехо. До 25 юли националистите окупират цяла Севиля. Според пресаташето на Кейпо: „В кварталите на работническата класа Чуждестранният легион и мароканските редовни войски ходят по улиците, хвърлят гранати по прозорците, взривяват и убиват жени и деца. Маврите се възползват от възможността да плячкосват и изнасилват на воля. Генерал Кейпо де Ляно, в нощните си разговори пред микрофона на Радио Севиля... призова войниците си да изнасилват и разказваше с груб сарказъм брутални сцени от този вид.“

## Последици
След преврата всички хора с републикански и леви идеи са събрани от националистите и хвърлени в затвора. Репресиите в Севиля са организирани от капитан Диас Криадо, за когото се съобщава, че е подписвал смъртни присъди със скорост „около шестдесет на ден“. Три хиляди привърженици на републиканците са разстреляни през първите седмици след преврата. Републиканците убиват тринадесет поддръжници на националистите (сред тях седем цивилни в района на Триана) по време на преврата. Севиля е стратегическа победа за бунтовниците, тъй като през август 1936 г. бунтовническите войски започват настъплението си към Мадрид през Естремадура.